# نهاد القاسم
نهاد القاسم (1905- 1970 م) حقوقي سياسي ووزير سوري، من كبار رجال الدولة في سورية. تسلَّم وِزارة العدل ثلاث مرَّات، أولاها في عهد الرئيس هاشم الأتاسي، والثانية في عهد الوحدة مع مصر، والثالثة في مطلع عهد حزب البعث. رأسَ التيار الناصري، وانتُخب أمينًا عامًّا لحزب الاتحاد الاشتراكي العربي، وكان رئيسًا لجامعة دمشق، ورئيسًا لمكتب تفتيش الدولة.

نهاد القاسم مع الرئيس جمال عبد الناصر

## ولادته وتحصيله
وُلد نهاد بن عمر القاسم في دمشق، وكان جده الأكبر الشيخ قاسم الأحمد أحدَ قادة الثورة على حُكم إبراهيم باشا في سورية سنة 1840. هاجرت عائلة القاسم إلى مدينة نابُلُس قبل الحرب العالمية الأولى حيث دَرس القاسم في معهد النجاح، وبعد وفاة والده عاد إلى دمشق ليُكملَ تعليمه في مدرسة مكتب عنبر. وكان في مَطلَع شبابه من روَّاد دار الكتب الظاهرية، ومجمع اللغة العربية بدمشق، يلخِّص المحاضرات العلمية وينشرها في الصُّحف المحلِّية. 
بدأ حياته المهنية كاتبًا بالعدل في بلدة الشيخ مسكين، وإزرع جنوبيَّ سورية، ثم في حلب، قبل أن يلتحقَ بكلية الحقوق بجامعة دمشق ويتخرَّج فيها سنة 1935.

## أعماله ومناصبه
انضم نهاد القاسم إلى مكتب تفتيش الدولة، وتدرَّج في مناصبه حتى أصبح رئيساً له في مطلع الخمسينيات. وفي 19 حزيران 1954، اختير وزيراً للعدل في حكومة الرئيس سعيد الغزي، المكلفة بالإشراف على الانتخابات النيابية والرئاسية في سورية. بعد إنهاء المهام واستقالة الحكومة، عاد القاسم إلى عمله كرئيس جهاز مفتشي الدولة وتولى رئاسة الجامعة السورية بالوكالة، خلفاً للدكتور سامي الميداني. بايع الرئيس جمال عبد الناصر وسُمِّي وزيرًا للعدل في الجمهورية العربية المتحدة، وأشرف على أكبر عملية تطهير في الجهاز القضائي في سورية.
بعد وقوع انقلاب الانفصال يوم 28 أيلول 1961 رفض التعاون مع حُكَّام سورية الجدُد، على الرغم من صداقته المتينة مع الكثير منهم، وظلَّ محافظًا على نهجه القومي، ممَّا جعل الرئيس عبد الناصر يذكر مواقفه العروبية في أحد خطاباته بمدينة بور سعيد.
بعد وصول حزب البعث إلى الحُكم يوم 8 آذار 1963، سُمِّي القاسم وزيرًا للعدل للمرَّة الثالثة، ونائبًا لرئيس الحكومة صلاح الدين البيطار. شارك في مفاوضات القاهرة برئاسة الفريق لؤي الأتاسي رئيس مجلس الثورة، الرامية إلى إعادة الوحدة السورية المصرية. وعند وصولها إلى طريق مسدود قدَّم استقالته. ولكنَّ ميوله الناصرية أدَّت إلى اعتقاله بعد محاولة انقلاب فاشلة نفذها الضابط الناصري جاسم علوان في 18 تموز 1963. اتُّهِم القاسم ظلمًا بدعم الانقلاب والضُّلوع فيه. أودِع في سجن المِزَّة مدَّة ستة أشهر قبل إطلاق سراحه، ليُنتخبَ أمينًا عامًّا لحزب الاتحاد الاشتراكي العربي سنة 1964، أي قبل وفاته بست سنوات.

## وفاته
توفي نهاد القاسم في دمشق، في منتصف عام 1970م، ودُفن بمقبرة الباب الصغير.